# Martinek János
Martinek János (Budapest, 1965. május 23. –) kétszeres olimpiai, négyszeres világ- és egyszeres Európa-bajnok öttusázó.

## Sportpályafutása
Sportos környezetből származik, hiszen édesanyja kosarazott és súlyt is lökött. Ő a Budapesti Spartacusban kezdett szertornázni, Hamza István irányítása alatt. Később egy úszó tanfolyamon fedezte fel Malaczkó István, aki elirányította – 1975-ben – a Csepel együttesébe, ahol ifj. Benedek Ferenc volt az edzője. 1982-től a Budapesti Honvéd öttusázója volt.
1984-ben és 1985-ben csapatban ezüstérmes volt a junior világbajnokságon. Egyéniben 10. és 5. volt. 1987-ben felnőtt világbajnok volt csapatban, egyéniben 14. lett. Az Európa-bajnokságon csapatban második, egyéniben hetedik, váltóban hatodik volt. Ebben az évben szerezte egyetlen felnőtt magyar bajnoki címét az egyéni versenyben. 1988-ban megnyerte a budapesti nemzetközi versenyt. Ezt követően térdműtétje volt. A júniusi rómau versenyen hetedik lett. Az olimpián lovaglásban hatodik volt. Vívásban a második helyen végzett, ezzel a verseny élére állt. Úszásban 15. volt és tovább vezette a mezőnyt. A lövészetben 46. lett és visszaesett a második helyre. Futásban a hatodik legjobb időt érte el, ami elegendő volt a győzelemhez. Fábiánnal és Mizsérrel csapatban is olimpiai bajnok lett.
1989-ben San Antonióban 5., a bajnokok bajnoka versenyen 1., Jerevánban és Budapesten 2., Rómában 4. volt. A budapesti vb-n csapatban és váltóban világbajnok, egyéniben 11. volt. Novemberben csuklóműtétje volt. 1990-ben a vk-sorozatban győzött Budapesten, harmadik volt Várnában. A Lahtiban rendezett vb-n 26. volt egyéniben, negyedik csapatban. A vk-döntőn hatodik helyen végzett. A párbajtőr csapatbajnokságon a BSE színeiben bronzérmes lett. A következő évben váltóban lett Európa-bajnok a római kontinensviadalon. A budapesti világkupa-versenyen második volt. A világbajnokságon induló válogatottból kimaradt. A világkupában a hatodik helyen végzett. 1992-ben a vk-versenyeken Párizsban negyedik, Budapesten nyolcadik volt. Júliusban vírusos tüdőgyulladása miatt kórházba került. Betegsége miatt nem került be az olimpiai csapatba.
1993-ban a világkupaversenyeken Mexikóban 6., Párizsban 5., Warendorfban 1., Budapesten 15., Szentpéterváron 4. volt. A franciaországi döntőn harmadik lett és ezzel megnyerte a világkupát. Sem az Európa-bajnoki, sem a világbajnoki csapatba nem került be. Párbajtőrvívásban a BSE versenyzőjeként magyar bajnok lett csapatban. A következő évben Szófiában nyert világkupa versenyt, a többi viadalon nem jutott a dobogó közelébe. A vb-n az egyéni versenyben harmadik lett. A csapat versenybe nem nevezték. A váltóban világbajnok volt. 1995-ben megnyerte az osztrák nyílt bajnokságot. A vk-versenyeken nem volt sikeres. A vb-n egyéni versenyzőként 22., váltóban hatodik lett. 1996-ban a warendorfi világkupa-versenyen második lett. Ezzel biztosította Kálnoki Kis Attilával szemben az olimpiai indulás lehetőségét. Az ötkarikás versenyen bronzérmet szerzett.
1997-ben a világkupában 5. volt Mexikóvárosban, 3. Franciaországban. A székesfehérvári Eb-n második lett csapatban, 18. egyéniben. A szófiai vb-n ötödik lett váltóban. A budapesti katonai világbajnokságon második lett egyéniben, világbajnok váltóban. A következő évben Warendorfban nem volt az élmezőnyben, Budapesten nem jutott a döntőbe. A mexikói vb-n váltóban lett 11. helyezett. Decemberben autóbalesetet szenvedett, amelyben eltört a kulcscsontja. 1999-ben nem kísérte szerencse a vk szereplését. Mexikóvárosban betegség miatt nem indult, Darmstadtban 20. volt, Budapesten sérülés miatt feladta a versenyt. A szezon után visszavonult az élsporttól. 2000-ben indult a katonai világbajnokságon, amin 30. lett.

### Edzői
- ifj. Benedek Ferenc nevelőedző (9 évig)
- Medvegy Iván (BHSE vezetőedző)
- dr. Török Ferenc (szövetségi kapitány '84-'90; '92-'96 között)
- Horváth László (szövetségi kapitány '91-ben)

Vívóedzők:
- Horváth Kornél
- Villányi Zsigmond
- Magyari István
- Ungár Nándor

Lövőedzők:
- Illényi Pál
- Plank Gábor
- Kiss György

Lovasedzők:
- Tóth Béla
- Ákos Ajtony
- Molnár Tamás
- Szabácsi István
- Ferdinándi Géza

Úszó és futóedzők (fizikai felkészítők)
- Száll Antal
- Mizsér Jenő
- Kancsal Tamás
- Bodnár Gábor
- Kárai Kázmér

## Sportvezetőként
1994-ben szakedzői diplomát szerzett. 1996-ban a Wesselényi Miklós Sportemlékbizottság tagja lett. 1997-ben a Magyar Öttusa Szövetség tagjává választották. 2013-ban a Magyar Öttusa Szövetség alelnökének választották.
Visszavonulása után a Honvédelmi Minisztériumban katonai sportegyesületekkel kapcsolatos teendőket látott el. A munkaviszonya megszűnése után 2005-ben a Zugló Sportközpont és Pedagógiai Szakszolgálat sportszervezője, 2012-től a Zuglói Sportközpont igazgatója volt 3 évig, ezt követően 2013-ban a Magyar Öttusa Szövetség programigazgatóként, majd megbízott főtitkáraként dolgozott. Öttusa versenybíró, a Magyar Diáksportszövetség alelnöke 2012-ig, a Nemzetközi Diáksportszövetség tagja 2016. május 13-ig.
2017 januárjától a felnőtt és junior férfi versenyzők szövetségi kapitánya lett.

## Magánélete
1990-ben feleségül vette Storczer Beátát, olimpiai 5. helyezett tornászt, párosban világbajnoki 5. helyezett aerobikos-versenyzőt, aki jelenleg tanár, aerobik és személyi edző. Egy leánygyermeke van Patrícia (1992), aki aerobik versenyző.
1999-től versenyzik az ügetőn ismert emberek részére rendezett futamokon.  

## Díjai, elismerései
- A Magyar Népköztársaság csillagrendje (1988)
- Az év magyar öttusázója (1988, 1994, 1996)
- Az év magyar sportolója választás: második helyezett (1988)
- Az év magyar sportcsapatának tagja (1987, 1988, 1989)
- Magyar Köztársasági Arany Érdemkereszt (1996)
- A Magyar Érdemrend tisztikeresztje (2024)[3]